# 早織
早織（さおり、1988年5月29日 - ）は、日本の女優。旧芸名、小出 早織（こいで さおり）。
京都府出身、在住。スターダストプロモーション制作1部に所属していた。立命館大学産業社会学部卒業。

## 来歴
中学2年生の時に部活動を辞めて新たに打ち込めるものを探していた時に、東京への憧れからオーディション雑誌を見て読者モデルのオーディションに応募し、雑誌関係者から勧められて映画『沙羅双樹』のオーディションに応募。そのオーディションが新鮮で楽しかったこと、不合格となった最終選考で監督の河瀨直美から「あなた女優に向いてる」と言葉をかけられたこと、エキストラとして撮影現場を体験したことから、「河瀨さんとまた仕事ができるような人になりたい」と女優の勉強に興味を持ち始める。オーディション雑誌でスターダストプロモーションが無料で開催するレッスンを知り、2002年の『De☆View』の誌上オーディション「PUSH」への参加を経て、翌2003年より同事務所に所属する。
2003年に小出 早織の芸名でフジテレビジョンが企画した夏のイベント『お台場冒険王』のイメージキャラクター「Snappeas」（スナッピーズ）のメンバーとしてデビュー、同年に『東京少女 #006「臭いものには蓋の日」』（68FILMS）で女優デビュー。
本格的にテレビに進出するようになったのは、フジテレビの人気番組『ワンナイR&R』へのレギュラー出演からで、同番組へのレギュラー出演により知名度を高める。その後、ドラマにも進出。『電車男』、『1リットルの涙』への出演で注目され、2006年には『ケータイ刑事 銭形雷』で主演を務めて脚光を浴び、『天使』で映画に初出演。続いてドラマ『帰ってきた時効警察』や映画『舞妓Haaaan!!!』といった注目作に出演した。
京都両洋高等学校を経て立命館大学を卒業。
2010年5月より芸名を早織に改名。同年5月1日付のブログで芸名を早織に変更することを発表し、ブログのタイトルも「かたっぽなくしたてぶくろ」から「早織おぼえがき」に変更。
私生活では、30代の舞台関係者の男性と2、3年の交際期間を経て2019年1月に婚姻届を提出し結婚。
2022年12月末日をもって、20年間所属していたスターダストプロモーションを退所することをブログで発表した。
2023年4月株式会社モノポライズとエージェント契約をしたことを発表。

## 人物
- デビュー時の芸名「小出早織」は社長を始めとして事務所が考えてつけた。知人による姓名判断に加えて、「事務所に入っていろいろ経験して学ぶ時期」を過ぎ「自分がどういうふうに進んでいきたいか」という主体性が出てきたことにより、「早織」への改名を決断している[11]。
- 趣味は、八百屋めぐり・散歩・映画鑑賞・読書・写真。
- 特技は、水泳・ピアノ。
- 好物は、野菜。野菜では万願寺とうがらしが好き。
- 好きな音楽は、60〜70年代和製ポップス。
- 好きなアニメは天空の城ラピュタ。
- 映画監督の河瀨直美を尊敬しており、いつか河瀨の作品に出演したいと目標を持っていた。
- 「Snappeas」でメンバー同士だった夏帆とはとても仲が良く、共演した『ケータイ刑事 THE MOVIE2』のメイキングでは一緒にいる所が多数収録されている。
- BS-iプロデューサーの丹羽多聞アンドリウはデビュー当時から彼女を気に入っており、東京少女に起用したのち彼の代表作である『ケータイ刑事』にオファーしたが、学業との兼ね合いで何度か断られてなかなか実現しなかったといくつかの雑誌で語っている（その後2006年の銭形雷で実現）。
- 京都両洋高等学校卒業(一年生時の夏に転入)[要出典]。
- 事務所の先輩である鈴木えみは高校の先輩でもある。
- 『ケータイ刑事 THE MOVIE2』の公式ブログの文章が好評だったため2007年3月31日に独立して新たに小出早織の個人ブログ「かたっぽなくしたてぶくろ」が開設された。
- ケータイ刑事のTVシリーズは銭形泪、零は全て視聴したが銭形愛、舞はまだ見ていない。

## 出演

### 映画
- 天使（2006年1月21日公開） - みづほ（いじめに遭う中学生） 役
- ケータイ刑事 THE MOVIE2 石川五右衛門一族の陰謀〜決闘!ゴルゴダの森（2007年3月10日公開） - 主演・銭形雷 役
- Water（2007年3月17日公開） - 藤森 役
- 舞妓Haaaan!!!（2007年6月16日公開） - 駒子 役
- 南極料理人（2009年8月22日公開） - KDDインマルサットオペレーターの清水さん 役
- おにいちゃんのハナビ（2010年9月11日新潟先行公開・25日全国公開） - 岡崎佳代 役
- 煙をめぐる冒険（2010年公開、監督：秋本健樹） - ヒロイン・なつめ 役
- 津軽百年食堂（2011年4月2日公開） - トヨ 役
- エクレール・お菓子放浪記（2011年5月21日公開） - 浜田陽子 役
- マイ・バック・ページ（2011年5月28日公開） - 三谷 役
- 青木ヶ原（2013年1月12日公開、監督：新城卓） - 松村綾香 役
- マメシバ一郎フーテンの芝二郎（2013年2月9日公開、監督：亀井亨） - チャコ 役
- 旅立ちの島唄〜十五の春〜（2013年5月18日公開、監督：吉田康弘） - 仲里美奈 役
- 自分の事ばかりで情けなくなるよ（2013年)
- 瀬戸内海賊物語（2014年5月31日公開、監督：大森研一） - 村上碧 役
- 百円の恋（2014年12月20日、監督：武正晴） - 斎藤二三子 役
- スリリングな日常 内『忘れられる人』（2016年6月25日、監督：熊澤尚人）
- 過激派オペラ（2016年10月1日、監督：江本純子） - 主演・重信ナオコ 役（中村有沙とのダブル主演）[12][13]
- キセキ -あの日のソビト-（2017年1月28日、監督：兼重淳） - 森田ふみ 役
- 光（2017年5月27日、監督：河瀨直美）
- ユリゴコロ（2017年9月23日、監督：熊澤尚人）
- かぞくいろ RAILWAYS わたしたちの出発（2018年11月30日、監督：吉田康弘）
- 望み（2020年10月9日、監督：堤幸彦） - 野田弘美 役
- 辻占恋慕（2022年5月21日、監督：大野大輔） - 主演・富岡恵美 役
- ナニワ金融道シリーズ - 高橋正子 役[14]
  - ナニワ金融道 1発目(第1話)「～灰原、帝国金融の門を叩く！～」（2022年11月25日）
- リバー、流れないでよ（2023年6月23日、監督：山口淳太） - チノ 役[15]
- ゴジラ-1.0（2023年11月03日公開） - 声の出演
- 走れない人の走り方（2024年4月26日公開）[16]

### テレビドラマ
- 68FILMS 東京少女 「臭いものには蓋の日」（2003年、BS-i・BSフジ共同製作） - 主演・藤川ひより 役
- ほんとにあった怖い話（フジテレビ）
  - 「踏切の怪」（2004年1月24日） - 丸山尚子 役
  - 「鏡の中の少女」（2004年11月29日） - 主演・小池栞 役
- FIRE BOYS 〜め組の大吾〜（2004年1月 - 3月、フジテレビ） - 朝比奈ミキ 役
- 夜回り先生（2004年10月27日、TBS） - 麻衣 役
- 恋する日曜日セカンドシリーズ 「恋の唄」（2005年、BS-i） - 主演・境由子 役
- 電車男（2005年7月 - 9月、フジテレビ） - 武田花梨 役
  - 電車男DX〜最後の聖戦〜（2006年9月、フジテレビ） - 武田花梨 役
- 1リットルの涙（2005年10月 - 12月、フジテレビ） - 杉浦まり 役
- 愛の道 チャイナロード #11・12（2005年12月、BS-i） - 周海 役
- ケータイ刑事 銭形雷（2006年1月 - 9月、BS-i） - 主演・銭形雷 役
- 帰ってきた時効警察（2007年4月 - 6月、テレビ朝日） - 真加出 役[17]
  - 時効警察・復活スペシャル（2019年9月29日、テレビ朝日） - 真加出 役[18]
- 怪談新耳袋スペシャル〜黒い男たち〜（2007年6月、BS-i） - 主演・山本今日香 役
- 怪談新耳袋スペシャル〜牛おんな〜（2007年7月、BS-i） - 主演・新生明日香 役
- BSデジタル8局共同キャンペーン 特別番組「夏のホットBS!2007〜美絵素（ビーエス）四姉妹HOTな一日〜」（2007年7月、BSデジタル8局（NHK/BS日テレ/BS朝日/BS-i/BSジャパン/BSフジ/WOWOW/スター・チャンネル）） - 主演・美絵素早織 役
- モップガール 第4話「メイド桃子、秋葉原で愛を叫ぶ」（2007年11月、テレビ朝日） - 品川真里 役
- 東京少女 セピア編 「古都少女」（2008年3月16日、BS-i） - 主演・有川和美 役
- ロス:タイム:ライフ 第九節「ヒキコモリ編」（2008年4月、フジテレビ） - 亜矢 役
- ショートムービー『後楽園の母』（2008年7月 - 8月、MUSIC ON! TV） - 由香（息子の追っかけ） 役
- 女子大生会計士の事件簿（2008年10月 - 12月、BS-i） - 主演・藤原萌実 役
- 浪花の華〜緒方洪庵事件帳〜 第2話「想いびと」（2009年1月17日、NHK） - おあき 役
- 浅見光彦〜最終章〜（2009年10月 - 12月、TBS） - 浅見祐子 役
- ルビコンの決断 「世界中から「ありがとう」〜おっぱいに懸けた　ある企業の決断〜」（2010年6月24日、テレビ東京） - 森原悟子 役
- 流れ星 第3・6・8話（2010年11月1日・11月22日・12月6日、フジテレビ） - 琴美（沢村涼太の姉） 役
- 四つ葉神社ウラ稼業 失恋保険〜告らせ屋〜 第5話「ライバルは死んだ恋人」（2011年5月5日、読売テレビ） - 川上里佳子 役
- 毒姫とわたし（2011年9月 - 10月、フジテレビ） - 君島エリカ 役
- やさしい花（2011年10月10日、NHK） - 木原葉月 役
- 深夜食堂2 第15話（2011年11月、毎日放送） - 菊乃 役
- 謎解きはディナーのあとで 第8話（2011年12月6日、フジテレビ） - 森雛子 役
- 新春ワイド時代劇 忠臣蔵〜その義その愛（2012年1月2日、テレビ東京） - 登世 役
- 科捜研の女 Last ep（2012年3月1日・3月8日、テレビ朝日） - 茅野瑞子 役
- リーガル・ハイ 第2話（2012年4月24日、フジテレビ） - 石塚小枝子 役
- ドクロゲキ2 第4話「さぐる。」（2012年6月9日、フジテレビ）
- 浪花少年探偵団 第10話（2012年9月3日、TBS） - 藤川明子 役
- 宮部みゆきミステリー パーフェクト・ブルー 第4話（2012年10月29日、TBS） - 宇野友恵 役
- 金曜プレステージ特別企画「悪女たちのメス episode2」（2012年12月21日、フジテレビ） - 石塚彩奈 役
- なるようになるさ。（2013年7月 - 9月、TBS） - 長島百合 役
- ラスト・ドクター〜監察医アキタの検死報告〜 第4話（2014年8月1日、テレビ東京） - 岸本あかね 役
- さよなら私 第6話（2014年11月18日、NHK）
- 相棒 season13 第12話「学び舎」（2015年1月21日、テレビ朝日） - 久我沢舞 役
- 水曜ミステリー9「犯罪科学分析室 電子の標的2」（2016年3月23日、テレビ東京） - 長津紗江 役
- ゆとりですがなにか 第9話（2016年6月12日、日本テレビ） - 青山 役
- 連続テレビ小説（NHK）
  - とと姉ちゃん 第16週 - 最終週（2016年7月19日 - 2016年10月1日） - お蝶 役
  - スカーレット 第23週 -（2020年3月10日 - ） - 安田理香子 役
- 警視庁いきもの係 第5話（2017年8月6日、フジテレビ） - 内海美枝 役
- 帯ドラマ劇場「越路吹雪物語」（2018年1月17日、テレビ朝日） - 旭爪明子 役
- 神の手（2019年6月23日 - 7月21日、WOWOW） - 松井由佳 役
- ピュア! 〜一日アイドル署長の事件簿〜 最終話（2019年8月15日、NHK総合）
- 捨ててよ、安達さん。 第8話（2020年6月6日、テレビ東京） - 靴 役
- ナイト・ドクター 第1話（2020年6月21日、テレビ朝日） - 重野の恋人役
- 失恋めし 第3話（2022年1月14日、読売テレビ） - お好み焼き屋の客（先輩）役
- 東京の雪男（2023年2月4日 - 、NHK Eテレ）[19]
- ゴースト・オブ・レディオ〜バチボコ怖い心霊バスツアー〜 ディレクターズカット版（2025年2月16日、WOWOW） - 田辺 役[20]

### テレビバラエティ
- ワンナイR&R（2004年 - 2006年）
- 祝女〜shukujo〜（NHK）
  - パイロット版（2008年11月28日）
  - パイロット版2（2009年8月23日）
  - シーズン1（2010年1月10日 - 3月28日）
  - サマースペシャル（2010年8月21日）
  - シーズン2（2010年9月30日 - 2011年3月3日）
  - シーズン3（2011年10月15日 - 2012年2月25日）
- 戦国鍋TV 〜なんとなく歴史が学べる映像〜 「大坂ハイスクール 高校与太郎爆進ロード」（2010年7月 - 9月、独立U局） - 淀殿 役
- タビノイロ。〜旅美人への手紙〜（2012年6月5日・12日・19日・26日、フジテレビ）
- 青山ワンセグ開発 「恋愛のレッスン」（2013年10月4日 - 18日・2014年1月17日 - 3月28日、NHK） - 成田舞 役
- TBSスター育成プロジェクト 私が女優になる日_（2023年7月1日 - 8日、TBSテレビ） - 番組内ドラマに出演

### ラジオドラマ
- FMシアター「メロディ・フェア」（2011年10月8日 、 NHK-FM）[21]

### 舞台
- 劇団ROUTE30 第3回公演「kabutomushi」（2009年7月14日 - 19日、シアターグリーン BIG TREE THEATER） - あや 役
- 「歌だ!祭りだ!〜BS-TBSサマーパーティーin赤坂BLITZ!ファン感謝祭歌謡祭〜」（2009年8月27日）
- 森崎事務所M&Oplays「国民傘」（2011年1月20日 - 2月13日、下北沢ザ・スズナリ） - 娘 役
- 月刊「根本宗子」第7号「今、出来る、精一杯。」（2013年3月6日 - 12日、下北沢駅前劇場） - 主演
- トゥインクル・コーポレーション「殺人鬼フジコの衝動」（2013年4月17日 - 21日、六本木俳優座劇場） - 少女 役
- 「元禄チャリンコ無頼衆 浪花阿呆鴉」（2013年9月5日 - 18日、新歌舞伎座 (大阪)） - お露 役
- 舞台「祝女〜shukujo〜」season1（2014年2月、天王洲銀河劇場 / サンケイホールブリーゼ）
- 月刊「根本宗子」第9.5号「私の嫌いな女の名前、全部貴方に教えてあげる。」（2014年8月22日 - 31日、テアトルBONBON） - 笠島 役
- 広島に原爆を落とす日（2015年4月、京都四條南座 / サンシャイン劇場）[22]
- 舞台「祝女〜shukujo〜」season2（2015年10月、草月ホール 他全国6都市）
- KOKAMI@network vol.14 「イントレランスの祭」（2016年4月9日 ‐ 5月6日、全労済ホール スペース・ゼロ / シアターBRAVA! / よみうり大手町ホール）
- 新世界ロマンスオーケストラ（2017年4月30日 - 5月21日、東京グローブ座 / 5月26日 - 28日、シアタードラマシティ）
- ヨーロッパ企画第37回公演「サマータイムマシン・ブルース」（2018年8月9日 - 11月10日、本多劇場 他）
- ヨーロッパ企画第38回公演「サマータイムマシン・ワンスモア」（2018年7月28日 - 11月10日、本多劇場 他）
- 月刊「根本宗子」新しい試み「Progress3」（2023年11月14日 - 17日、音楽実験室 新世界）[23]
- 舞台リトルビット「リトルサマー」（2025年6月25日 - 29日〈予定〉、浅草九劇）[24]

### インターネット映画
- 21世紀の観覧車（2005年）[25]

### WEBドラマ
- GUNZE BODY WILD WEBムービー「veranda ベランダ」（2008年） - 美幸 役
- NHKオンライン「リニューアル（ドラマ編）」（2010年）
- 就活戦線異状あり（2010年5月3日 - 、LISMOオリジナルドラマ） - ミユキ 役
- 青山ワンセグ開発 ワンカットドラマ「山手線の女」（2010年6月12日、NHKワンセグ2）
- NHKワンセグ2「こいわらい」（2010年11月22日 - 26日） - 主演・和邇メグル 役 *2011年2月14日午前2時からNHK総合テレビで放送された。
- 曇天吉日（2011年10月24日） - ちひろ 役 *スコッチウイスキーブランドのジョニーウォーカーによる映像プロジェクト「KEEPWALKING THEATRE」のために制作された作品。
- ANA ショートムービー 空の話 第3話（2012年4月） - 荒井太郎の過去の恋人 役
- UULA 恋愛体感シリーズ第二弾『モトカレ』 Ep4.「故郷で再会した初恋の人」（2014年1月8日） - 加賀遥菜 役
- NOTTV「サクラ咲く」（2016年3月6日 - 27日） - 海野先生 役
- 日清焼きそばU.F.O. 長回しSFドラマ「U.F.O.たべタイムリープ」（2020年7月13日） - アマノ 役
- ゴースト・オブ・レディオ〜バチボコ怖い心霊バスツアー〜（2024年11月17日・29日） - 田辺 役[26]
- およげないん 京都激闘篇（2025年2月2日 - 、東映特撮ファンクラブ） - 女将 役

### ネット番組
- WOWOWぷらすと（2014年3月から不定期出演）ぷらすとガールズ

### ラジオ
- MY LITTLE HONDA

### CM
- NTT「キャラクターDENPO」（2003年）
- PS2「父の単身赴任篇」（2003年）
- 東京ガス「キッチン編」（2005年）
- ファンケル 「プレミアムカロリミット」(2024年)

### PV
- クリープハイプ「社会の窓」（2013年3月6日発売、初回限定盤収録ドキュメンタリー・ミュージック・ムービー「あたしの窓」出演）
- クリープハイプ 「百八円の恋」（2014年11月5日発売）
- 石崎ひゅーい「花瓶の花」（2016年5月18日発売）

## 作品

### CD
- あー夏休み（スナッピーズ）（2003年7月16日）
- ケータイ刑事 THE MOVIE2 石川五右衛門一族の陰謀〜決闘ゴルゴダの森 オリジナル・サウンドトラック・アルバム ＃26 ケータイ刑事（2007年2月28日発売、劇場および一部の店舗・通販限定）[27]

### DVD
- ヒトコワ-ほんとに怖いのは人間（2012年12月5日、監督：児玉和土）
- 賃走談 2号車「怪談タクシー」春香 役（2014年9月5日、監督：古賀奏一郎）

## 書籍
- 月刊デ・ビュー（毎月1日発売）- 連載 
  - 小出早織 連ドラ初主演体験記『ケータイ刑事の現場報告書』（2006年1月 - 2007年3月）
  - 小出早織 コラム『てにむほ』（2007年4月 - ）
  - 小出早織 コラム『早織の本棚』